# تحفة الحادي المطرب في رفع نسب شرفاء المغرب
تحفة الحادي المطرب في رفع نسب شرفاء المغرب هو كتاب تاريخي–أنسابي ألّفه الوزير والمؤرخ المغربي أبو القاسم محمد بن أحمد الزياني (1734–1833م) أحد أبرز المؤرخين والوزراء في الدولة العلوية، بطلب من السلطان العلوي مولاي سليمان، لتوثيق نسب الشرفاء في المغرب، خاصة المنتسبين إلى آل البيت في شمال البلاد ووسطها والريف المغربي. يعتبر هذا الكتاب من المصادر التقليدية المهمة التي توثق انتشار الشرفاء العلويين والإدريسيين والحسنيين في المغرب.

## محتوى الكتاب
يتناول الكتاب نسب الشرفاء المنحدرين من الحسن بن علي والحسين بن علي، ويعرض فروعهم بالمغرب، خاصة في فاس وسوس والريف وبني ورياغل وتمسمان وبني سعيد وبني وليشك. ويذكر أسماء أعلام الأسر الشريفة، والمناطق التي استقرت بها، مستشهدًا بأسانيد نسبية وسلاسل معتمدة. كما خصص فصولاً لتفنيد نسب بعض الأدعياء، منتقدًا ظاهرة الانتحال التي طالت لقب "الشريف" بهدف نيل الامتيازات الاجتماعية والاقتصادية. ينطلق المؤلف من تقسيم أولي بين الشرفاء الحسنيين والحسينيين، مبيّنًا الفروع الكبرى لكل منهما، كالسادة الطاهريين، والسقليين، وآل الجيلاني، وآل موسى بن مشيش، والشرفاء العلميّين وغيرهم. ويعتمد المؤلف على أسلوب المشجرات والتسلسل النَّسبي الذي يُوصل الشخص المعني إلى أحد سبطي النبي، مستشهداً بسلاسل وأسانيد نسخت عن مخطوطات أو وردت بالتواتر لدى الزوايا والقبائل الشريفة. يُفرد الكتاب فصولاً مفصلة لأسر شريفة بعينها، يذكر من خلالها نسبها، موقعها الجغرافي، أعلامها البارزين، وعلاقتها بالسلطة أو الزوايا الصوفية. ومن بين العائلات التي تناولها المؤلف: شرفاء بني سعيد، آيت سعيد، بني ورياغل، تمسمان، بني وليشك، وكلها قبائل تنتمي إلى الريف الشرقي أو الأوسط. ما يميز الكتاب أنه لا يكتفي بجمع الأنساب، بل يتعرض بالنقد لبعض حالات الانتحال، حيث يُفرد المؤلف جزءًا من الكتاب للحديث عن "المتشرفين"، أي الذين ينتسبون زوراً إلى آل البيت، وهو ما كان له تأثير على التوازنات السياسية والاجتماعية في زمنه. ويعتمد المؤلف في هذا الباب على نصوص شرعية وتاريخية لإبراز خطورة الادعاء الباطل للشرف، سواء من جهة العقيدة أو من جهة النظام الاجتماعي التقليدي الذي كان يمنح امتيازات خاصة للشرفاء. يمكن القول إن الكتاب يشكل مصدرًا فريدًا لتوثيق الخريطة النسبية للشرفاء في المغرب، ويجمع بين الوظيفة التوثيقية والتحليلية، وهو ما جعله مرجعًا للمخزن في ضبط العلاقات مع الزوايا والعائلات الشريفة خلال القرن 18 وبداية القرن 19.

## الأهمية في السياق المغربي
يُبرز الكتاب أهمية الشرفاء في البنية السياسية والاجتماعية للمغرب ما قبل المرحلة الاستعمارية. وقد ارتبط النسب الشريف بالشرعية الدينية والسياسية للسلطان، كما كانت الزوايا التي يقودها أشراف – مثل الزاوية الوزانية والزاوية القادرية – تلعب أدوارًا كبرى في ضبط التوازن بين القبائل والمخزن.وقد استندت السلطة المخزنية إلى مثل هذه المؤلفات لضبط أنساب الشرفاء رسمياً.

## المخطوطات والطبعات
أُنجزت عدة نسخ مخطوطة من الكتاب، بعضها محفوظ في المكتبة الوطنية للمملكة المغربية، وأخرى بخزانة القرويين، ونسخ خاصة في مكتبات الزوايا بشمال المغرب. وأصدرت وزارة الأوقاف المغربية أول طبعة محققة سنة 2008 بتحقيق الباحث رشيد الزاوية، ضمن سلسلة "دعوة الحق".ورغم القيمة المرجعية للكتاب، فإن بعض الباحثين أشاروا إلى ضرورة مراجعة محتوياته نقديًا، نظرًا لاعتماده في جزء منه على مصادر شفوية أو غير موثقة بالكامل.ومع ذلك، يبقى مصدرًا أساسياً لفهم شبكات الشرفاء وصلاتهم بالسلطة والزوايا، خاصة في منطقة الريف المغربي.